# Perte de chance
En droit civil, la perte de chance est la disparition par le fait du défendeur d'une éventualité favorable qui devait se produire dans un avenir proche et qui n'a pas pu être tentée (c'est l'exemple d'une maladie découverte tardivement par les médecins, et qui a fait perdre à un patient la chance de survivre). 

## Application jurisprudentielle

### En droit français
La perte de chance est un dommage réparable. Cependant, comme il demeure une incertitude dans la perte de chance qui est difficile à évaluer, les juges du fond n'accordent pas la totalité du gain espéré mais une fraction, qu'ils évaluent par rapport aux chances perdues. La perte de chance est un dommage particulier, intermédiaire entre le dommage éventuel non réparé et le dommage certain qui lui est entièrement réparé. 
A titre d'exemples :
- La réparation d'une perte de chance doit être mesurée à la chance perdue et ne peut être égale à l'avantage qu'aurait procuré cette chance si elle s'était réalisée[1].

Ceci est différent en matière de pourparlers contractuels, depuis l’arrêt Manoukian, on ne peut demander l'indemnisation de la perte de chance de conclure le contrat.

### En droit québécois
La perte de chance n'est pas reconnue en droit privé québécois. Dans l'arrêt Laferrière c. Lawson, la Cour suprême du Canada conclut qu'il n'y a pas lieu d'incorporer cette théorie dans le droit civil du Québec.